# 荒木栄
荒木 栄（あらき さかえ、1924年10月15日 - 1962年10月26日）は、ソングライター。
福岡県大牟田市出身。三井鉱山三池製作所（三井三池炭鉱）の機械組立工で、主に労働歌を作曲した。戦後日本を揺るがした三井三池争議に参加し、その前後を通じて労働者を励ます歌を作る。代表作に「がんばろう」、「この勝利ひびけとどろけ」、「沖縄を返せ」など。

## 概要
彼の性格は、情熱的で真面目で実直な人柄であったと伝わっている。彼については三池争議後、早くに若くして死んだため、神格化、理想化されて語られることがしばしばある。ただ事実として、労働者や平和のために闘った人物であり、彼の闘いと創造活動には高い評価が贈られることが多い。例えば、死去の直前の1962年10月20日には「うたごえ運動活動家第一席」、死去後の11月25日には総評第21回臨時大会で異例の個人表彰が行われている。
全日本自由労働組合（全日自労）とは地元との関係で交流があり、全日自労に関わる作品が多くある。また三池争議を通じて作詞家の森田ヤエ子や門倉さとし 
、宇部興産炭鉱の組合活動家・花田克巳らとも交流がある。
死去した米の山病院の入り口には「荒木栄碑」が当時の院長、松石秀介によって建てられており、荒木の作品の一つ「地底のうた」の一節が刻まれている。また米の山病院では毎年、荒木栄記念祭が開かれている。
2008年5月、この荒木栄の現代史における意義を探る、95分の音楽ドキュメンタリー映画『荒木栄の歌が聞こえる』が完成した。構成･監督は、栄がその一生を送った大牟田出身の港健二郎。

## 音楽の特徴
彼の音楽の特徴は、曲の内容としては全体に、共に働いたり闘ったりする仲間を励ましたり鼓舞しつつ、それを支える妻や子供たちをいたわるという流れが見られる。前者の曲としては「どんとこい」、「がんばろう」、「守れホッパー」などが挙げられる。後者には「三池の主婦の子守唄」、「炭鉱社宅のおかみさん」などがある。
また、彼が作ったメロディは、日本民謡や唱歌等でよく見られる「五音音階」（ヨナ抜き音階）を主体としており、同時にメロディの(音としての)高低を、できるだけ日本語のアクセントや、歌詞の持つ感情・情景と一致させるという姿勢と相まって、広く大衆に受け入れられる素地となったものと思われる。(例：「がんばろう」の冒頭の「が」。「心はいつも夜明けだ」の2回目の「心にゃ」の「こ」)

## 作品と略歴
（）内は作詞者。－は不明、無しは荒木自身が作詞。
- 1924年10月15日 福岡県大牟田市の三池炭鉱社宅で10人兄弟（兄4人、姉4人、妹1人）の三男として生まれる
- 1930年 三井鉱山で働いていた父が解雇。以降苦しい子供時代を送る
- 1939年 三川尋常高等小学校を卒業。三池製作所に就職
- 1945年5月 海軍に徴兵され横須賀海軍工作学校に入隊
- 1945年8月 終戦。その後復員。この頃に自らの心境を多くの短歌にして詠んでいる
- 1946年 職場の混声合唱団での活動を始める。ハーモニカやヴァイオリンを独学で学ぶ。

東京藝術大学音楽部同声会（同窓会）の通信教育などを受けてこれらの楽器を学ぶ。ちなみに、この通信教育は日本で通信教育が始まったばかりのもの。
- 1947年3月 ビルマで戦没した兄の安夫の妻・荒木ヒサエと結婚
- 1947年5月 バプテスト教会の洗礼を受ける
- 1949年 作曲活動を開始。大牟田混声合唱団や三池製作所混声合唱団に入団

以下の最初の三曲は宮沢賢治の童話を元にしたオペレッタ「ひのきとひなげし」の挿入歌。「啄木よ」は死後に見つかったもので、題名は付けられていなかったため、（仮題）となっている。
ひとつ星のうた／うたおうよおどろうよ／落日のうた（後藤安男）／この人を守れ（吉開某）／啄木よ（仮題）
- 1950年 労働者を励ます歌を作り始めるのはこの頃から

炭鉱ばやし（淀川正）／採炭のうた（坂本茂雄）／選炭情歌／地底建設のうた（－）
- 1952年 青年団を主体としたうたごえ運動を起こす
- 1953年 113日間の闘い。蛮声会を結成。第1回九州のうたごえに参加

7月 炭婦協行進曲
- 1954年 うたう会の設立。久留米医科大学（現在の久留米大学）病院で胃を手術。退院後は設計課に異動

10月 おやすみ仲間たち
12月 大牟田うたう会のうた
- 1955年 第3回九州のうたごえに参加

3月 春のうたごえ
4月 新さくら音頭
12月 心の中に（－）
- 1956年 大牟田センター合唱団を結成

1月 そとは北風
3月 燃やせ闘魂
4月 星よお前は／希望の沖に（堤洋子）
5月 せんぶりせんじのうた
9月 仲間の顔（湯浅僖規）
10月 沖縄を返せ（全司法福岡高裁支部）
11月 労働者はまだ（後藤安男）／夜明けだ
- 1957年 日本のうたごえに参加。地元で開催される全日自労全国大会に向けて作曲

10月 憎しみの中から（全日自労大牟田分会）／手（竹下八重子）
- 1958年 勤務評定反対運動に参加し、「組曲・子供を守るうた」は勤務評定反対の歌

1月 人工衛星行進曲
9月 組曲・子供を守るうた（上野博子）
- 1959年 製作所分離に際して闘いを本格的に開始し、また炭鉱を巡る闘いを励ます歌を作り、社宅公演を行う
  - 1月 三井鉱山が三池労組に対し6000人の希望退職や製作所の分離を含む会社再建案を提示。組合は強く反発
  - 5月 日本共産党に入党
  - 8月29日 会社側が4580人の人員削減案を発表
  - 10月24日 製作所分離に際し製作所支部が三池労組を脱退。荒木は三池労組に残る
  - 12月2日 会社側が1492人に退職を勧告
  - 12月3日 会社側が退職勧告に応じない1278人を指名解雇

1月 大行進のうた（全日自労大牟田分会作詞グループ）
9月 どんと来い
11月 どんづまりのうた（森田ヤエ子）
- 1960年 三池争議の中で多数の曲を作って「うたごえ統一行動」を進める。曲はいずれも労働者を励ましたり、争議中の妻や子供たちを歌った歌
  - 1月25日 会社側がロックアウトを通告。三池労組は無期限ストに突入
  - 3月17日 三池炭鉱新労働組合（三池新労、第二組合）を結成
  - 3月25日 以降、三池労組の組合員の約半分が三池新労に加わってストから離脱
  - 3月28日 三池新労が就業して生産が再開される
  - 3月28日 久保清が暴力団員に刺殺される
  - 7月7日 ホッパーへの組合員立ち入り禁止とする仮処分を福岡地裁が下す。ホッパーの攻防戦が始まる
  - 8月10日 中央労働委員会は斡旋案を発表。炭労と総評も受け入れる方向で動く
  - 9月6日 炭労臨時大会。三池労組は条件付きで斡旋案の受諾を決定
  - 10月29日 会社側と組合との交渉が妥結。生産再開に関する協定を調印
  - 11月1日 ロックアウト解除
  - 11月11日 三池労組は無期限ストを解除
  - 12月1日 生産完全再開

1月 みんなでみんなで敵をうて（三鉱創作グループ）
4月 おれたちの胸の火は（森田ヤエ子）／三池の主婦の子守唄
5月 みんなニコニコ（三鉱創作グループ）
6月 がんばろう（森田ヤエ子）
7月 団結おどり（森田ヤエ子）／守れホッパー（井手信義）
9月 闘いの火を（前原桃枝）
12月 ひびかせろ（三川うたごえ行動隊）／仲間のうた（大江将精）／花をおくろう（森田ヤエ子）／月見草（森田ヤエ子）
- 1961年 三池争議敗北後の中で励ます歌を作り続け、うたごえや創作曲の後進の育成を進める。また他地域の活動家とも交流をする

1月 田植えうた（田植歌）（森田ヤエ子）
3月 宇部興産炭鉱労働者のうた（花田克巳）／三池でもやした火を燃やせ（花田克巳）／よろこび（森田ヤエ子）／炭郎くんと炭子さん（投野一隆）／おい仲間たち（森田ヤエ子）
4月 炭鉱社宅のおかみさん／こぶし固めて（上野信幸）
5月 心はいつも夜明けだ（永山孝）
7月 黒潮の歌（森田ヤエ子）
11月 新島と板付と（森田ヤエ子）／組曲・地底のうた
－ まわそう機械を（－）
- 1962年 三池争議を描いた構成劇「不知火」をまとめる（九州各地で公演）。板付基地問題より反基地運動に関わる。
  - 3月25日 板付基地包囲事件。これに際して「この勝利ひびけとどろけ」などを作曲する。
  - 5月 久留米医科大学病院で胃を再び手術
  - 7月28日 米の山病院に入院
  - 10月26日 午後２時に、米の山病院で胃癌によって死去（享年38）

1月 ひざっこぞうの唄（門倉さとし）
2月 アメリカ帝国主義をたたき出せ／ふるさと（森田ヤエ子）
3月 筑紫野に春を／春まつり音頭（森田ヤエ子）／春と夜明けと若者たち（井上明）／真っ赤な花はみんなの意気だ（橋本輝雄）
4月 この勝利ひびけとどろけ／こうず（平川さよ子）
5月 五月のうた（森田ヤエ子）
6月 平和と軍縮を（新宿合唱団）
7月 この道を行く（門倉さとし）／おれたちは太陽（門倉さとし）
8月 わが母のうた（森田ヤエ子）　※遺作
- 制作年不明 沖縄かがやけ／ミイ・ニシ／夢を紡ぐもの

### 編曲・訳詞
- 1955年4月 ああお前さん（主人は冷たい土の上に、スティーブン・フォスター、訳詞）
- 1956年2月 美わし春の花よ（編曲）
- － 山小屋の灯（作詞・作曲：米山正夫、編曲）／線路の仕事（線路は続くよどこまでも）／草競馬（スティーブン・フォスター、訳詞：妹尾幸陽、編曲）

## 評伝
- 森田ヤエ子『この勝利ひびけとどろけ―荒木栄の生涯』大月書店、1983年